# Odontocera cylindrica
Odontocera cylindrica là một loài bọ cánh cứng trong họ Cerambycidae.